# Erebia pseudocarmenta
Erebia pseudocarmenta är en fjärilsart som beskrevs av De Lesse 1956. Erebia pseudocarmenta ingår i släktet Erebia och familjen praktfjärilar. Inga underarter finns listade i Catalogue of Life.